# 小行星5718
小行星5718（5718 Roykerr）是一颗围绕太阳公转的小行星。1983年8月4日，艾倫·C·吉爾摩、潘蜜拉·M·基爾馬汀在蒂卡普湖发现了此天体。
这颗小行星的绝对星等为243.03347等。